# Hirschthal (Allemagne)
Pour les articles homonymes, voir Hirschthal.
Hirschthal est une municipalité de la Verbandsgemeinde Dahner Felsenland, dans l'arrondissement du Palatinat-Sud-Ouest, en Rhénanie-Palatinat, dans l'ouest de l'Allemagne.